# Binominalne nazewnictwo gatunków

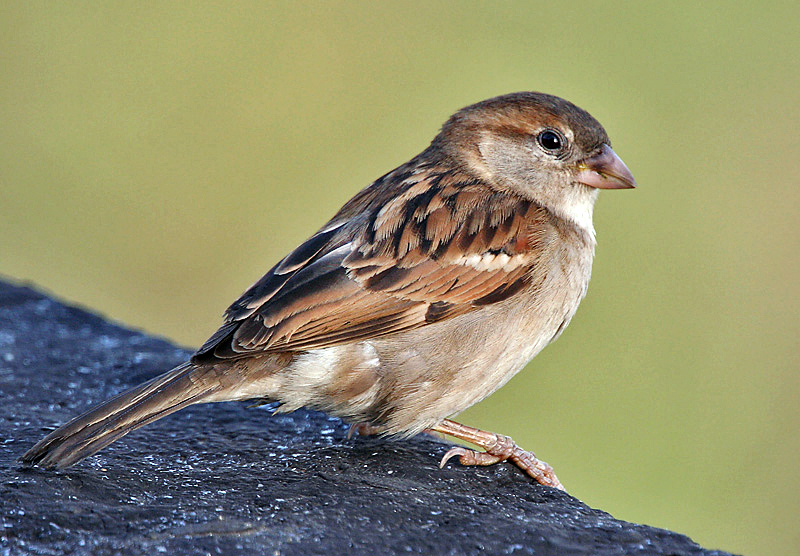
Binominalna nazwa tego gatunku to Passer domesticus

Binominalne nazewnictwo gatunków, nazewnictwo binominalne, nazewnictwo dwuimienne – zasada naukowego oznaczania nazwy gatunku biologicznego z wykorzystaniem dwóch członów – pierwszym członem nazwy jest nazwa rodzajowa w formie rzeczownika, a drugim tzw. epitet gatunkowy, najczęściej w formie przymiotnikowej. 
Nazewnictwo binominalne zostało pierwszy raz zastosowane w 1623 przez braci Gasparda i Jeana Bauhin w dziele Pinax Theatri Botanici. Podstawowe zasady nazewnictwa binominalnego spisał Karol Linneusz w Philosophia Botanica z 1751. Do powszechnej akceptacji tej zasady konstruowania nazw gatunków przyczynił się za sprawą publikacji Species Plantarum w 1753. W tamtym czasie stosowano nazwy gatunków składające się z nazwy rodzajowej i frazy opisowej liczącej do 12 słów (nazwy polinominalne). Pierwotnie jednowyrazowe epitety gatunkowe służyły tylko do celów indeksowych, ponieważ zajmowały mniej miejsca. Z czasem wygoda ich używania spowodowała, że rozbudowane frazy opisowe zostały zastąpione przez epitet jednowyrazowy. 
Naukowe nazwy gatunków, powszechnie nazywane nazwami łacińskimi, pochodzą z greki, łaciny lub są tworzone ze zlatynizowanych słów pochodzących z innych języków. Zgodnie z zasadami Międzynarodowego Kodeksu Nomenklatury Botanicznej (ICBN) i Zoologicznej (ICZN) nazwy binominalne (inaczej binomy, z łac. binomen) należy pisać krojem pisma wyróżniającym je na tle pozostałego tekstu (np. kursywa w tekście prostym). Pierwszy człon nazwy zawsze zapisywany jest wielką literą. Zasada ta nie dotyczy nazw wernakularnych (rodzimych, zwyczajowych), które w języku polskim zapisywane są małą literą.
Pełna nazwa gatunku zawiera jeszcze tzw. cytat – nazwisko autora pierwszego naukowego opisu danego gatunku (diagnozy taksonomicznej) oraz, po przecinku, rok publikacji tego opisu, a w postaci rozwiniętej także miejsce opublikowania diagnozy, np.:
Branta albifrons Scopoli, 1769, Annus I Hist.-Nat. 69.
Znakiem † przed nazwą naukową oznaczane są taksony wymarłe.
W przypadku, gdy zmieniono oryginalną kombinację nazw rodzajowej i gatunkowej, tj. gdy przeniesiono gatunek do innego rodzaju, jej autor podawany jest w nawiasie. W nomenklaturze botanicznej w takiej sytuacji autor nowej kombinacji podawany jest za nawiasem, np. Picea abies (L.) H.Karst., co oznacza, że epitet gatunkowy abies nadał Linneusz (opisując gatunek Pinus abies), a do rodzaju Picea (z rodzaju Pinus) przeniósł go Gustav Hermann Karsten. W nomenklaturze zoologicznej zostawia się tylko nazwisko autora epitetu gatunkowego, bez autora nowej kombinacji. W nomenklaturze botanicznej zwykle ustala się standaryzacja nazwisk autorów, tak aby forma występująca w nazwie binominalnej była jednoznaczna. Często jest to skrót nazwiska, czasem pełne nazwisko, czasem dodawany jest inicjał imienia. Przykładowo autorstwo Linneusza może być oznaczone jako Linnaeus lub Linn., ale najczęściej stosowany jest skrót L.
Nazwy gatunkowe pochodzące od nazwisk lub nazw geograficznych mogą być zarówno przymiotnikami i rzeczownikami w drugim przypadku. O ile kodeks botaniczny nie dopuszcza tworzenia nazw, w których nazwa rodzajowa przypomina epitet gatunkowy lub pochodzi od niego, Kodeks Nomenklatury Zoologicznej zezwala na tworzenie tautonimów, czyli takich nazw (np. Cardinalis cardinalis). Zalecane jest unikanie epitetów gatunkowych, które były zastosowane wcześniej w jakimś blisko spokrewnionym rodzaju, a także epitetów podobnych brzmieniowo. Zgodnie z Kodeksem musi być zachowana oryginalna pisownia nazw rodzajowych lub epitetów wywodzących się od nazwisk lub nazw geograficznych. Charakterystyczne końcówki epitetów gatunkowych pochodzących od nazwisk to: -i, -ii, -eri, -ae, -e dla formy rzeczownikowej oraz -ianus, -anus – formy przymiotnikowej. Nazwy pochodzące od nazw geograficznych to toponimy, pełniące funkcję epitetów gatunkowych (rzadziej nazw rodzajowych). Określają one miejsce, gdzie dany gatunek zaobserwowano po raz pierwszy. 
Dając w nazwie wyraz swojemu zdaniu na temat pospolitości występowania osobników opisywanych gatunków autorzy nazw naukowych używają określeń: liczny (multus, polus), nieliczny (oligos, paucos). Inne określenia o charakterze opisowym:
- balsamea – balsamiczny
- oxys – ostry
- gracilis – wdzięczny
- nigrostoma – czarnousta
- albiceps – białogłowy

Typowe końcówki epitetów określających podobieństwo gatunku do czegoś innego to: -forma, -oides, -opsis.